# Defjay
Defjay  ist ein privater Hörfunksender, der auf Contemporary R&B spezialisiert ist.

## Geschichte
Defjay startete am 5. Oktober 2006 über Satellit (Astra analog Tonunterträger Viva), Kabel und DVB-T in Berlin. Ab dem 10. Januar 2007 wurde der Empfang auch digital DVB-S auf Astra möglich. Am 1. September 2008 hat Defjay seine Frequenzen an den ebenfalls von der Unitcom GmbH betriebenen Sender Radio Paloma abgegeben; seitdem wird Defjay nur noch über das Internet verbreitet. Radio Paloma wurde als Alternative zu dem am 31. März 2008 eingestellten bundesweiten Sender Radio Melodie konzipiert.